# Gran sello del estado de Delaware
El gran sello del estado de Delaware fue adoptado el 17 de enero de 1777, con la versión corriente adoptada el 29 de abril de 2004. Contiene el escudo de armas del estado surmontado por la inscripción.
Está formado por tres franjas (roja, azul y blanca) situadas en horizontal, con motivos representativos de la agricultura local. Situado encima del escudo está un barco de pesca. Los elementos del mencionado escudo estatal están flanqueados por dos figuras: un granjero a la izquierda y un soldado a la derecha. El lema del estado, debajo del escudo, reza: "Liberty and Independence" ("Libertad e Independencia").

## Historia
El sello fue aprobado originalmente en 1777 con pequeños cambios realizados en 1793, 1847 y 1907. La versión actual fue adoptada en 2004.
- Desde 1793 hasta 1847 las figuras del agricultor y el soldado fueron eliminadas del sello.

- En 1847 el lema Liberty and Independence" ("Libertad e Independencia"), fue añadido en una cinta debajo del escudo.

- En 1907, el sello fue "modernizado" y el nombre fue cambiado a “THE STATE OF DELAWARE” (“El Estado de Delaware”).

## Sello del Gobernador

Sello de Jack Markell, actual Gobernador de Delaware
Sello de Ruth Ann Minner, Gobernadora de Delaware (2001-2009)

## Sellos del Gobierno del Estado de Delaware

Sello de la Corte Suprema de Delaware

- Datos: Q685340